# Sarcophaga lederbergi
Sarcophaga lederbergi är en tvåvingeart som först beskrevs av Andy Z. Lehrer 1995.  Sarcophaga lederbergi ingår i släktet Sarcophaga och familjen köttflugor.
Artens utbredningsområde är Tjeckien. Inga underarter finns listade i Catalogue of Life.